# Pearl (pel·lícula de 2022)
Pearl és una pel·lícula de terror estatunidenca de 2022 dirigida, produïda i editada per Ti West, i coescrita per West i Mia Goth. És la segona entrega de la X de West i una preqüela de X (2022). Goth torna a interpretar el seu paper de personatge del títol, amb un repartiment de suport amb David Corenswet, Tandi Wright, Matthew Sunderland i Emma Jenkins-Purro. Pearl serveix com a història d'origen per a la vilana del títol, la fervorosa aspiració del qual de convertir-se en una estrella de cinema la va portar a cometre actes violents a la casa de Texas de la seva família el 1918.
West va començar a coescriure un guió de preqüela fruit de la seva col·laboració amb Goth mentre filmava X. Motivat per l'impacte de la pandèmia del COVID-19 al cinema, el rodatge va començar a Nova Zelanda immediatament després de la primera pel·lícula, utilitzant escenografies X i la tripulació d' Avatar: El sentit de l'aigua i prenent precaucions de seguretat pandèmiques. Pearl es va inspirar en les obres de Douglas Sirk, pel·lícules Technicolor com El màgic d'Oz (1939) i Mary Poppins (1964), i pel·lícules de Disney. Es va estrenar a la 79a Mostra Internacional de Cinema de Venècia el 3 de setembre de 2022 i es va estrenar als cinemes dels Estats Units el 16 de setembre de 2022 per A24. La pel·lícula va recaptar més de 10 milions de dòlars i va rebre ressenyes positives de la crítica.
Una tercera pel·lícula de la sèrie i una seqüela directa de X, titulada MaXXXine, es va estrenar el 5 de juliol de 2024. Goth va repetir el seu altre paper de la primera pel·lícula.

## Argument
El 1918, Pearl és una dona jove que viu amb els seus pares immigrants alemanys a la seva granja a Texas, mentre que el seu marit, Howard, serveix a la Primera Guerra Mundial. El seu pare està malalt i paralitzat, i la seva mare estricta, la Ruth, insisteix que ajudi a cuidar-lo tant d'ell com de la granja mentre s'aïllen per protegir-se de la pandèmia de grip de 1918. Pearl aspira a ser una noia del cor o una estrella de cinema, cosa que la Ruth desaprova, i és molesta per l'aïllament. Pearl també mostra signes de psicopatia. Ella abusa del seu pare en secret i mata animals, que alimenta a un caiman que ha sobrenomenat Theda.
Un dia mentre visita la ciutat, Pearl coneix un projeccionista que li agrada. Després de tornar a la granja, Pearl continua mostrant signes de trastorn mental mentre balla amb un espantaocells en un camp de blat de moro i es masturba amb ell. Durant el sopar, la Ruth renya a Pearl pel seu comportament i li reté el menjar.
La Pearl s'assabenta per Mitsy, la seva cunyada rica, d'una audició per trobar nous ballarins per a una companyia d'arreu de l'estat, i la veu com el seu bitllet per passar la vida vivint a la granja i haver de tenir cura del seu pare. Més tard visita el projeccionista, que li mostra la Stag film il·lícita A Free Ride i l'anima a perseguir els seus somnis. La Pearl comenta que no pot abandonar la seva família i diu: "Només si es morissin".
Aquella nit, la Ruth i la Pearl discuteixen durant el sopar mentre ella revela que sap que la Pearl va visitar el cinema. Pearl confessa que vol fer una audició i demana permís a la Ruth, a la qual declara Pearl com el seu major fracàs. Esclata un altercat durant el qual Pearl empeny la seva mare contra la llar, provocant que el seu vestit s'encengui. Mentre es crema, Pearl li aboca aigua bullint per apagar les flames i després l'arrossega al soterrani mentre deixa el seu pare sol a l'habitació. Després fuig al cinema, on té relacions sexuals amb el projeccionista.
L'endemà al matí, el projeccionista porta la Pearl a casa per preparar-se per a l'audició. Tanmateix, li molesta el seu comportament sobtat i agitat, així com la visió d'un porc podrit que la seva sogra va deixar a la Ruth uns dies abans. Quan intenta marxar, Pearl esclata en un atac de ràbia davant l'abandonament percebut i el mata a punyalades amb una forca. Ella empeny el seu cotxe a un estany, on Theda es menja les seves restes. Pearl es vesteix amb un dels vestits de la Belle Époque de la Ruth i vesteix el seu pare abans d'ofegar-lo amb una funda de coixí.
Pearl arriba a l'església per assistir a l'audició. Ella creu que la seva actuació de dansa impressionarà els buscadors de talent, però és rebutjada per no ser jove, rossa o "tot-americana". Mitsy l’acompanya la seva casa en un intent de consolar-la, cosa que fa que Pearl es llanci a una llarga confessió sobre moltes coses, des del ressentiment cap al seu marit i tenir una aventura fins a matar animals, els seus pares i el projeccionista. Aleshores, Pearl obliga a una Mitsy atorada perquè confessi que va guanyar l'audició. Mentre la Mitsy intenta marxar, Pearl la persegueix pel camí d'accés i la mata amb una destral.
Perla desmembra el cos de Mitsy i llença les restes a Theda, després va al soterrani i es troba al costat del cadàver de la Ruth. Ella decideix expiar els seus crims creant una llar per a Howard. Un temps després, Howard torna i és rebut amb els cossos descompostos dels pares de la Pearl asseguts a la taula del menjador al voltant del banquet podrit. Mentre Howard mira horroritzat, Pearl el saluda amb un somriure prolongat i dolorós, dient: "Sóc tan feliç que siguis a casa".

## Repartiment
- Mia Goth com a Pearl
- David Corenswet com a projeccionista
- Tandi Wright com a Ruth, la mare de Pearl
- Matthew Sunderland com el pare de Pearl
- Emma Jenkins-Purro com a Mitsy, la germana de Howard
- Amelia Reid-Meredith com a Margaret, la mare de Howard i Mitsy
- Alistair Sewell com a Howard, el marit de Pearl

## Producció

### Desenvolupament
Ti West va començar a escriure un guió per a la pel·lícula preqüela durant la producció de X. Va afirmar que el projecte de preqüela s'havia desenvolupat a partir d'una història en la qual havia col·laborat amb Mia Goth, i que l'havia vist com una pel·lícula potencial, o simplement com a història de fons per al paper de Goth com a Pearl a la primera pel·lícula. . Després de l'inici de la pandèmia de COVID-19, veient el seu impacte en la indústria del cinema, West va declarar que s'havia inspirat per continuar treballant i havia decidit començar la producció de la preqüela immediatament després de embolcall de l'entrega anterior. West va declarar que havia presentat la seva idea d'una nova franquícia a A24 i que s'havia sorprès quan donaren llum verda als seus projectes. El cineasta va declarar que pretén que cada pel·lícula tingui el seu propi estil i gènere de terror. En descriure el seu enfocament a X, va dir que va estar molt influenciat per la franquícia The Texas Chainsaw Massacre i per les obres de Mario Bava, que exploren com l'auge del cinema independent va afectar la societat. Pel que fa a Pearl, la va descriure com un melodrama de Douglas Sirk que reunia l'estil technicolor de Mary Poppins i El màgic d'Oz, realitzada com una "pel·lícula demencial de Disney", i va dir que explorarà com la cinematografia de Hollywood ha influït en la gent. West va declarar que té la intenció de continuar amb aquesta tendència d'explorar estils i gèneres diversos en futures entregues. La pel·lícula és una producció conjunta entre A24 i Little Lamb Productions.

### Càsting
Mia Goth reprèn el seu paper com a versió més jove de Pearl, la dona gran de la primera pel·lícula. El juliol de 2022, es va revelar que David Corenswet, Tandi Wright, Matthew Sunderland i Emma Jenkins-Purro figurarien com a repartiment secundari.

### Rodatge
Es va revelar que la fotografia principal va començar en secret immediatament després de la fotografia completa de X. El rodatge va començar a Nova Zelanda, va tenir lloc Back-to-back amb la primera pel·lícula i va utilitzar els mateixos decorats que es van construir per a X. West va treballar amb l'equip de producció de Avatar: El sentit de l'aigua (2022), que en aquell moment s'estaven fent una pausa de la producció d'aquesta pel·lícula. West va declarar que, tot i que la producció es va dur a terme durant la pandèmia de COVID-19, la tripulació de la producció ja havia completat el període necessari d'auto-aïllament i, per tant, va poder treballar junts de manera segura i eficient durant la pandèmia. Va dir: "Vaig sortir de la quarantena i vaig dir:" Ja estem construint totes aquestes coses, és COVID i estem a l'únic lloc de la Terra on és segur fer una pel·lícula.'"

### Post-producció
El març de 2022, després d'haver completat el rodatge, West va anunciar que actualment estava treballant en l'edició de la pel·lícula, que aniria a Nashville, Tennessee, després del SXSW Film Festival de març de 2022, per gravar la partitura orquestral per a la banda sonora amb Tyler Bates i Timothy Williams, i que s'esperava que la pel·lícula acabés al maig.

### Música
La banda sonora de la pel·lícula es va estrenar a través de A24 Music el 23 de setembre de 2022. Bates i Williams compartien el gust de les partitures de pel·lícules del cinema clàssic de Hollywood, principalment de Bernard Herrmann, John Barry, Henry Mancini, Ennio Morricone i Maurice Jarre. A diferència de X, el duet volia produir un enfocament estilísticament clàssic d'aquell període, de manera que la gent la pogués concebre com una pel·lícula clàssica sobre una pel·lícula de terror slasher.
Després que la versió de Chelsea Wolfe de "Oui, Oui, Marie" aparegués a X i a la seva banda sonora que l'acompanya, Pearl inclou la versió original de la cançó d’Arthur Fields com a música diegètica quan Pearl va a veure Palace Follies. Pearl també fa una referència a la cançó quan exclama "Au revoir, pobre Johnny!" després d'empènyer el cotxe del projeccionista a l'estany.

## Llançament
Pearl es va estrenar a la 79a Mostra Internacional de Cinema de Venècia el 3 de setembre de 2022, i es va estrenar als cinemes dels Estats Units el 16 de setembre de 2022.

### Mitjans domèstics
La pel·lícula es va estrenar a VOD el 25 d'octubre de 2022i fou llançada en Blu-ray i DVD el 15 de novembre de 2022.

## Recepció

### Taquilla
Als Estats Units i al Canadà, Pearl es va estrenar juntament amb The Woman King i See How They Run, i es preveia que recaptés uns 4 milions de dòlars en 2.900 sales el seu cap de setmana d'obertura. La pel·lícula va recaptar 1,3 milions de dòlars el primer dia i va debutar amb 3,1 milions de dòlars, i va quedar tercera a la taquilla. Va guanyar 1,92 milions de dòlars en el seu segon cap de setmana i va quedar cinquena a la taquilla.

### Resposta crítica
A Rotten Tomatoes, la pel·lícula té una puntuació d'aprovació del 92% basada en 211 crítiques, amb una puntuació mitjana de 7,8/10. El consens del lloc diu: "Pearl mostra Ti West esprement la sang fresca del món que va crear amb X, i una vegada més es beneficia d'una brillant actuació de Mia Goth." A Metacritic, la pel·lícula té una puntuació mitjana ponderada de 76 sobre 100 basada en les ressenyes de 39 crítics, la qual cosa indica "crítiques generalment favorables". Les audiències enquestades per CinemaScore van donar a la pel·lícula una nota mitjana de "B–" en una escala d'A+ a F, mentre que les de PostTrak van donar a la pel·lícula una puntuació global positiva del 75%, amb un 54% dient que definitivament la recomanarien.
En ressenyar la pel·lícula després de l'estrena al Festival de Venècia, Peter Bradshaw de The Guardian va elogiar la direcció de West i la "grandiosa actuació de Goth", assignant-li una qualificació perfecta de cinc estrelles i remarcant: "Potser no hauria d'haver gaudit de Pearl tant com ho vaig fer: però és molt intel·ligent, àgil, horripilant i brutalment ben interpretada. Una joia." A la seva ressenya per a The Hollywood Reporter, David Rooney la va descriure com una "producció pandèmica intel·ligentment empaquetada amb ressons narratius d'aquesta ansietat global", elogiant el guió, la fotografia, la banda sonora i l'actuació de Goth, que va comparar amb Shelley Duvall a The Shining (1980). En una retrospectiva de cap d'any per al Daily Grindhouse, Preston Fassel va nomenar la pel·lícula com la millor pel·lícula de terror del 2022 així com "la millor pel·lícula de l'any, període i un clàssic cinematogràfic de bona fe que mereix l'estatus de Criterion el més aviat possible." En una crítica negativa, Ewan Gleadow de Cult Following va escriure que, mentre que West "dobla el que va fer que X fos una pel·lícula tan esgarrifosa i consolida el que és bo", la pel·lícula en última instància "se sent com una paròdia feble dels dies de la  MGM a El màgic d'Oz. De manera semblant, Derek Smith de Slant Magazine pensava que, tot i que les referències a El mag d'Oz tenien un "propòsit", li mancava "seguir endavant", creant la impressió que la pel·lícula està més centrada a mostrar la seva "intel·ligència" que no pas a millorar la seva narrativa o la profunditat del personatge.
El cineasta Martin Scorsese va quedar impressionat per la pel·lícula, titllant-la d'"hipnotitzant" i afirmant que "estava impulsada per un amor pur i no diluït pel cinema". The New York Times va nomenar el personatge de Pearl com una de les 93 persones més elegants del 2022, destacant el seu "vestit vermell sang, llaç blau d'encaix, maquillatge tacat, botes... i destral". L'actuació de Goth com a  Pearl fou citada per Entertainment Weekly com una de les millors de l'any. The Independent va descriure el personatge com una icona cultural de terror, mentre que la frase "Sóc una estrella" es va convertir en un mem d'Internet ben conegut entre els joves  Gen-Z.

### Reconeixements
| Premi                                                              | Data de cerimònia      | Categoria                                  | Receptor(s)                                              | Resultat    | Ref.          |
| ------------------------------------------------------------------ | ---------------------- | ------------------------------------------ | -------------------------------------------------------- | ----------- | ------------- |
| Festival Internacional de Cinema de Toronto                        | 18 de setembre de 2022 | People's Choice Award per Midnight Madness | Pearl                                                    | Subcampiona | [ 32 ]        |
| Festival de Sitges                                                 | 15 d’octubre de 2022   | Millor pel·lícula                          | Pearl                                                    | Nominat     | [ 33 ]        |
| Festival de Sitges                                                 | 15 d’octubre de 2022   | Millor director                            | Ti West                                                  | Guanyador   | [ 34 ]        |
| Festival de Sitges                                                 | 15 d’octubre de 2022   | Millor actriu                              | Mia Goth                                                 | Guanyador   | [ 34 ]        |
| Societat de Crítics de Cinema de Boston                            | 11 de desembre de 2022 | Millor fotografia                          | Eliot Rockett (també per X)                              | Guanyador   | [ 35 ]        |
| Associació de Crítics de Cinema de Chicago                         | 14 de desembre de 2022 | Millor actriu                              | Mia Goth                                                 | Nominat     | [ 36 ]        |
| St. Louis Gateway Film Critics Association                         | 18 de desembre de 2022 | Millor pel·lícula de terror                | Pearl                                                    | Nominat     | [ 37 ]        |
| St. Louis Gateway Film Critics Association                         | 18 de desembre de 2022 | Millor actriu                              | Mia Goth                                                 | Nominat     | [ 37 ]        |
| Cercle de Crítics de Cinema de l'àrea de la Badia de San Francisco | 9 de gener de 2023     | Millor actriu                              | Mia Goth                                                 | Nominat     | [ 38 ]        |
| Associació de Crítics de Cinema d'Austin                           | 10 de gener de 2023    | Millor actriu                              | Mia Goth                                                 | Nominat     | [ 39 ]        |
| Societat de Crítics de Cinema de Seattle                           | 17 de gener de 2023    | Millor actriu protagonista                 | Mia Goth                                                 | Nominat     | [ 40 ]        |
| Societat de Crítics de Cinema de Seattle                           | 17 de gener de 2023    | Millor vilà                                | Pearl (interpretada per Mia Goth) (també nominada per X) | Nominat     | [ 40 ]        |
| Online Film Critics Society                                        | 23 de gener de 2023    | Millor actriu                              | Mia Goth                                                 | Nominat     | [ 41 ]        |
| Premi Bram Stoker                                                  | June 17, 2023          | Assoliment superior en un guió             | Mia Goth i Ti West                                       | Nominat     | [ 42 ]        |
| Premis Independent Spirit                                          | 4 de març de 2023      | Millor actuació protagonista               | Mia Goth                                                 | Nominat     | [ 43 ]        |
| Premis Independent Spirit                                          | 4 de març de 2023      | Millor fotografia                          | Eliot Rockett                                            | Nominat     | [ 43 ]        |
| Critics' Choice Super Awards                                       | 16 de març de 2023     | Millor pel·lícula de terror                | Pearl                                                    | Nominat     | [ 44 ] [ 45 ] |
| Critics' Choice Super Awards                                       | 16 de març de 2023     | Millor actriu en pel·lícula de terror      | Mia Goth                                                 | Guanyador   | [ 44 ] [ 45 ] |
| Critics' Choice Super Awards                                       | 16 de març de 2023     | Millor vilà en pel·lícula                  | Mia Goth                                                 | Guanyador   | [ 44 ] [ 45 ] |
| Fangoria Chainsaw Awards                                           | May 21, 2023           | Millor pel·lícula d'estrena àmplia         | Pearl                                                    | Nominat     | [ 46 ] [ 47 ] |
| Fangoria Chainsaw Awards                                           | May 21, 2023           | Millor interpretació protagonista          | Mia Goth                                                 | Guanyador   | [ 46 ] [ 47 ] |
| Fangoria Chainsaw Awards                                           | May 21, 2023           | Millor guió                                | Mia Goth i Ti West                                       | Nominat     | [ 46 ] [ 47 ] |
| Fangoria Chainsaw Awards                                           | May 21, 2023           | Millor fotografia                          | Eliot Rockett                                            | Nominat     | [ 46 ] [ 47 ] |
| Fangoria Chainsaw Awards                                           | May 21, 2023           | Millor banda sonora                        | Tyler Bates i Tim Williams                               | Nominat     | [ 46 ] [ 47 ] |
| Fangoria Chainsaw Awards                                           | May 21, 2023           | Millor disseny de vestuari                 | Malgosia Turzanska                                       | Nominat     | [ 46 ] [ 47 ] |
| Premis Saturn                                                      | 4 de febrer de 2024    | Millor pel·lícula independent              | Pearl                                                    | Guanyador   | [ 48 ]        |
| Premis Saturn                                                      | 4 de febrer de 2024    | Millor guió de cinema                      | Ti West i Mia Goth                                       | Nominat     | [ 48 ]        |
| Premis Saturn                                                      | 4 de febrer de 2024    | Millor actriu en una pel·lícula            | Mia Goth                                                 | Nominat     | [ 48 ]        |